# Zebra
Zebra (znanstveno ime Hippotigris) je kopitar iz družine konjev in značilen prebivalec nekaterih vzhodno- in južnoafriških pokrajin, kot so savane, grmičaste pokrajine, nekatera gorovja in travišča. So rastlinojede, kar pomeni, da se prehranjuje s travo in drugimi rastlinami. Vsaka zebra ima drugačen vzorec črt. Zebrini mladiči lahko že kmalu po rojstvu hodijo in sesajo materino mleko. 
Obstajajo tri danes živeče vrste: Grévyjeva zebra (Equus grevyi), nižinska zebra (Equus quagga) in gorska zebra (Equus zebra). Zebre si delijo rod Equus s konji in osli, tri skupine pa so edini živi člani družine Equidae. Zebrine črte so na voljo v različnih vzorcih, edinstvenih za vsakega posameznika. Za delovanje teh črt je bilo predlaganih več teorij, večina dokazov pa jih podpira kot odvračanje od grizenja muh. Zebre naseljujejo vzhodno in južno Afriko in jih lahko najdemo v različnih habitatih, kot so savane, travniki, gozdovi, grmičevje in gorska območja.
Zebrine bleščeče črte jih uvrščajo med najbolj prepoznavne sesalce. Predstavljene so bile v umetnosti in zgodbah v Afriki in zunaj nje. V preteklosti so jih zbiralci eksotičnih živali zelo iskali, vendar za razliko od konj in oslov zebre nikoli niso bile zares udomačene. Svetovna zveza za varstvo narave (IUCN) navaja Grévyjevo zebro kot ogroženo, gorsko zebro kot ranljivo in nižinsko zebro kot potencialno ogroženo. Kvaga, vrsta nižinske zebre, je v 19. stoletju izumrla. Kljub temu je zebre mogoče najti na številnih zavarovanih območjih.